# 19-та окрема механізована бригада (Білорусь)
19-та гвардійська Миколаєво-Будапештська, Червонопрапорна, ордена Суворова ІІ ступеня окрема механізована бригада (19 ОМБр, в/ч 16132) — з'єднання Сухопутних військ Збройних сил Білорусі.

## Історія
В 1957 році в Естергомі (Угорщина) з 2-ї гвардейської механизованої орденів Суворова і Богдана Хмельницького дивізії була створена 19-та гвардійська танкова дивізія.
В 1960 році розформований 67-й окремий навчальний танковий батальйон дивізії.
В 1961 році в складі дивізії створений 99-й окремий ракетний дивізіон.
В 1990 році виведена в Вітебську область Белоруської РСР.
В 1992 році згорнута в 19-ту базу зберігання.
В 2008 року переформована в 19-ту окрему механізовану бригаду.